# Pallavolo ai XXII Giochi del Sud-est asiatico
La pallavolo ai XXII Giochi del Sud-est asiatico si è disputata durante la XXII edizione dei Giochi del Sud-est asiatico, che si è svolta ad Hanoi, in Vietnam, nel 2003.

## Podi
| Evento                         | Oro        | Argento | Bronzo     |
| Pallavolo maschile (dettagli)  | Indonesia  | Vietnam | Thailandia |
| Pallavolo femminile (dettagli) | Thailandia | Vietnam | Filippine  |